# Kevin Großkreutz
Kevin Großkreutz (* 19. července 1988 Dortmund, Západní Německo) je bývalý německý fotbalový univerzál a bývalý reprezentant, který byl od odchodu z německého týmu KFC Uerdingen 05 v říjnu 2020 bez angažmá a v lednu 2021 oznámil ukončení své profesionální hráčské kariéry. Nastupoval nejčastěji na postech pravého obránce či křídla.

## Klubová kariéra
Profesionální kariéra fotbalisty nastartoval v roce 2006 jako člen kádru Rot Weiss Ahlen. V létě 2009 odešel zadarmo do Borussie Dortmund, kde již působil v mládežnickém týmu. Zde podepsal tříletý kontrakt. V sezóně 2010/11 získal s Borussií bundesligový titul, jenž následně se spoluhráči obhájil v sezóně 2011/12. V tomto ročníku navíc vyhrál i DFB-Pokal, ve finále Dortmund porazil Bayern Mnichov 5:2.
S Dortmundem se představil 25. května 2013 ve Wembley ve finále Ligy mistrů 2012/13 proti věčnému rivalovi Bayernu Mnichov, Borussia však nejprestižnější evropský pohár nezískala, podlehla Bayernu 1:2. Großkreutz odehrál utkání v základní sestavě.. Ještě před finále LM se oba soupeři utkali v domácí lize 4. května 2013, utkání skončilo remízou 1:1 a Kevin skóroval za Dortmund.
S Borussií postoupil ze základní skupiny F do vyřazovacích bojů Ligy mistrů 2013/14, německý tým v ní obsadil se ziskem 12 bodů první místo. V posledním utkání skupiny 11. prosince 2013 vstřelil tři minuty před koncem řádné hrací doby vítězný gól proti týmu Olympique de Marseille, který měl nakonec cenu postupu. Dortmund zvítězil 2:1.
Na začátku sezóny 2015/16 odešel do tureckého Galatasaraye, avšak kvůli pozdnímu zaregistrování přestupu nemohl za istanbulský klub na podzim nastoupit a hned v zimní přestávce se bez jediné odehrané minuty stěhoval do VfB Stuttgart. Ve Stuttgartu se probojoval do základní sestavy, ale ani on nezabránil sestupu do 2. Bundesligy. V březnu 2017 mu byla s klubem rozvázána smlouva kvůli neprofesionálnímu chování. Vyrazil si s přáteli do baru a po potyčce utrpěl řeznou ránu na hlavě.

## Reprezentační kariéra
Prošel mládežnickými reprezentacemi Německa, má tak na kontě několik zápasů. V seniorské reprezentaci se poprvé objevil 13. května 2010 v přátelském zápase s Maltou. Trenér Joachim Löw jej poslal do hry v 57. minutě za Toniho Kroose. Na podzim 2010 jej trenér Löw nominoval do 23členného kádru pro kvalifikaci na Mistrovství Evropy 2012. Do kvalifikačních zápasů s Tureckem a Kazachstánem ale nakonec nezasáhl. Objevil se však 17. listopadu 2010 v přátelském zápase se Švédskem, které skončilo bezbrankovou remízou. Großkreutz hrál od začátku zápasu a v 78. minutě byl vystřídán týmovým kolegou Mariem Götzem.
Zasáhl i do dalšího přátelského zápasu s Itálií 9. února 2011. Na hřiště se dostal v 75. minutě, když vystřídal autora do té doby jediné branky zápasu, Miroslava Kloseho. Zápas nakonec skončil remízou 1–1, když v 81. minutě vyrovnal Ital Giuseppe Rossi.

### Mistrovství světa 2014
Trenér Joachim Löw jej vzal na Mistrovství světa 2014 v Brazílii. Němci postoupili ze základní skupiny G se 7 body z prvního místa po výhře 4:0 s Portugalskem, remíze 2:2 s Ghanou a výhrou 1:0 s USA. S týmem získal zlaté medaile, ačkoli neodehrál na šampionátu ani minutu.

## Rodina
Jeho bratranec Marcel Großkreutz je také fotbalista a člen kádru rezervy Borussie Dortmund.